# 河戸駅
河戸駅（こうどえき）は、広島県広島市安佐北区亀山1丁目にあった西日本旅客鉄道（JR西日本）可部線の駅（廃駅）である。

## 概要
可部線の非電化区間（可部駅 - 三段峡駅間）の廃線に伴い、2003年（平成15年）12月1日に廃止された。
廃止後、可部駅 - 河戸駅付近までの復活開業が検討され、2017年（平成29年）3月4日に可部駅 - あき亀山駅が開業した（後述）。これはJR化後では初めての廃止路線の復活である。なお、旧河戸駅を挟む形で新たな駅が設置されたため、河戸駅は復活していない。

## 歴史
- 1956年（昭和31年）
  - 11月19日：国鉄可部線の河戸仮乗降場として開業[1]。
  - 12月20日：河戸駅に昇格[1]。旅客駅[1]。気動車の旅客のみを取り扱う駅員無配置駅[4]。
- 1972年（昭和47年）9月1日：国鉄（→JR）の特定都区市内制度が広島市に導入されたが、当駅は「広島市内」の駅から除外される[5][注 2]。
- 1973年（昭和48年）5月1日：国鉄（→JR）の特定都区市内制度における「広島市内」の駅となる[6]。
- 1987年（昭和62年）4月1日：国鉄分割民営化により西日本旅客鉄道（JR西日本）の駅となる[1]。
- 2003年（平成15年）12月1日：廃止。

## 駅構造
単式ホーム1面1線のみを持つ地上駅であった。駅舎はなくホーム上に簡便な待合所が設けられているだけであるが、入口から待合所寄りに汲み取り式便所があった。
廃線後、長らくそのままの状態（駅名標は撤去され、待合所はフェンスで閉鎖されていた状態）で残されていたが、現在は可部線電化延伸にともないホームは撤去。待合所はあき亀山駅近くの神社横に移設された。

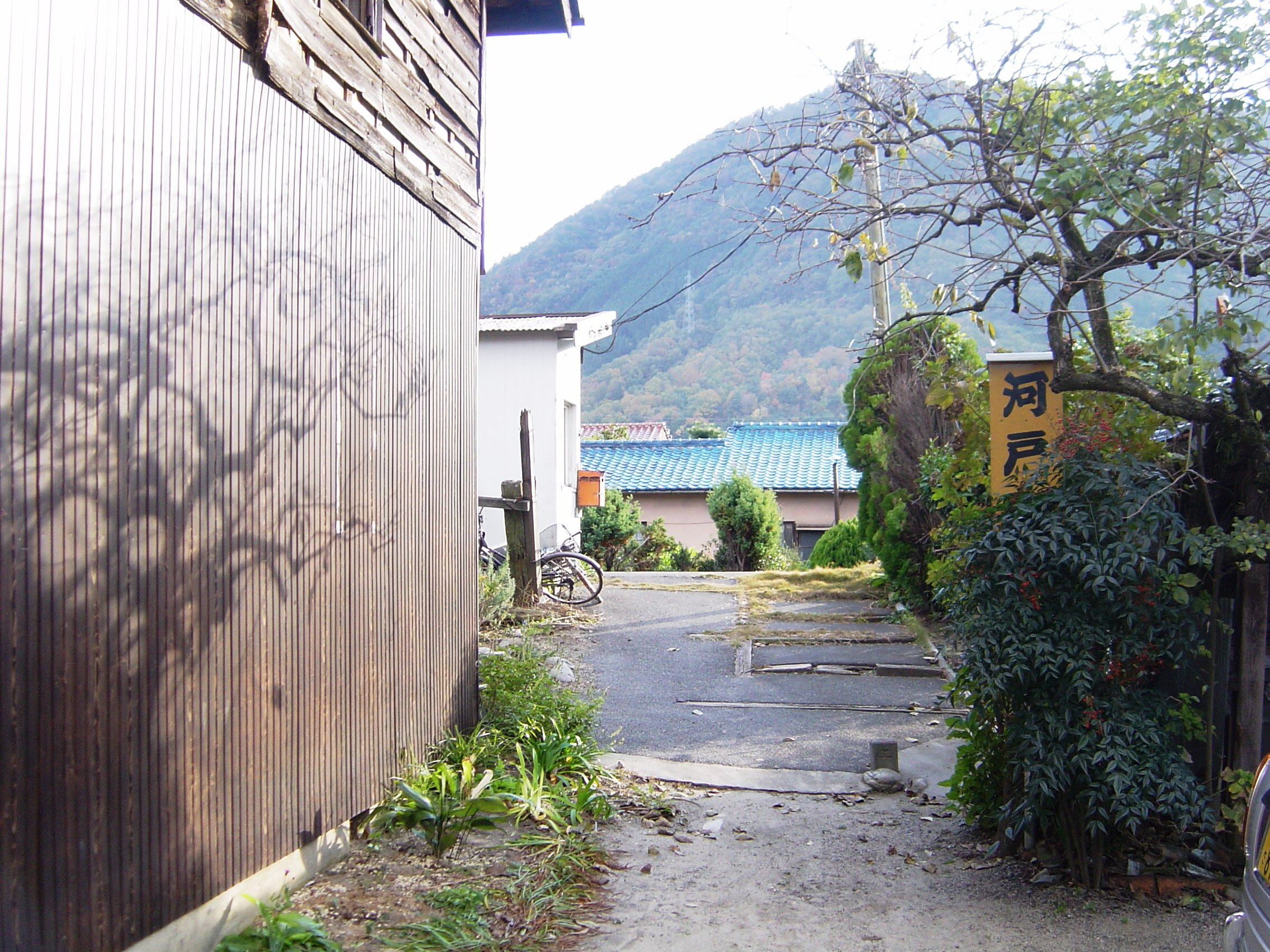
正面（2005年11月）
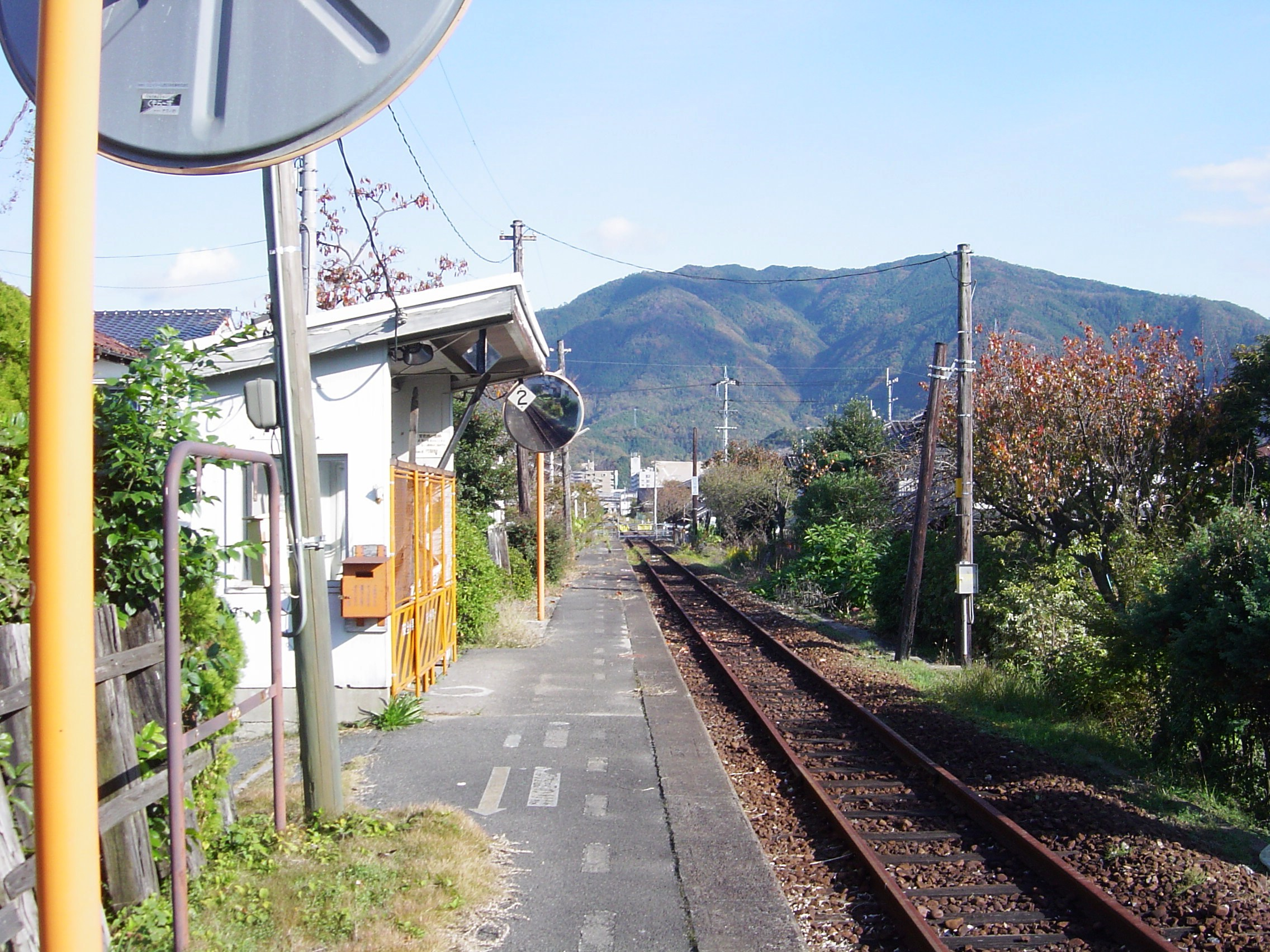
構内（2005年11月）
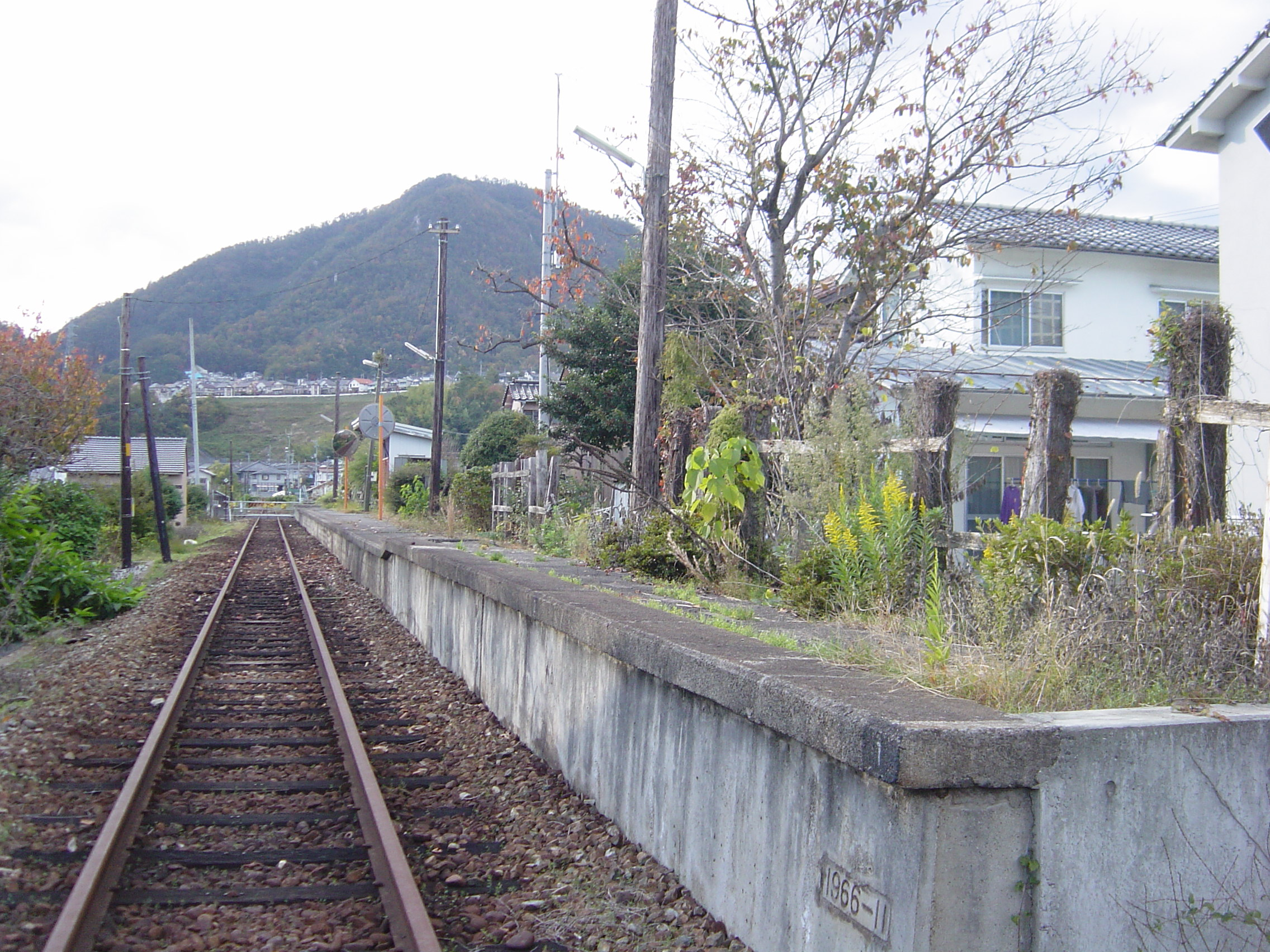
河戸駅から三段峡駅側を撮影（2005年11月）
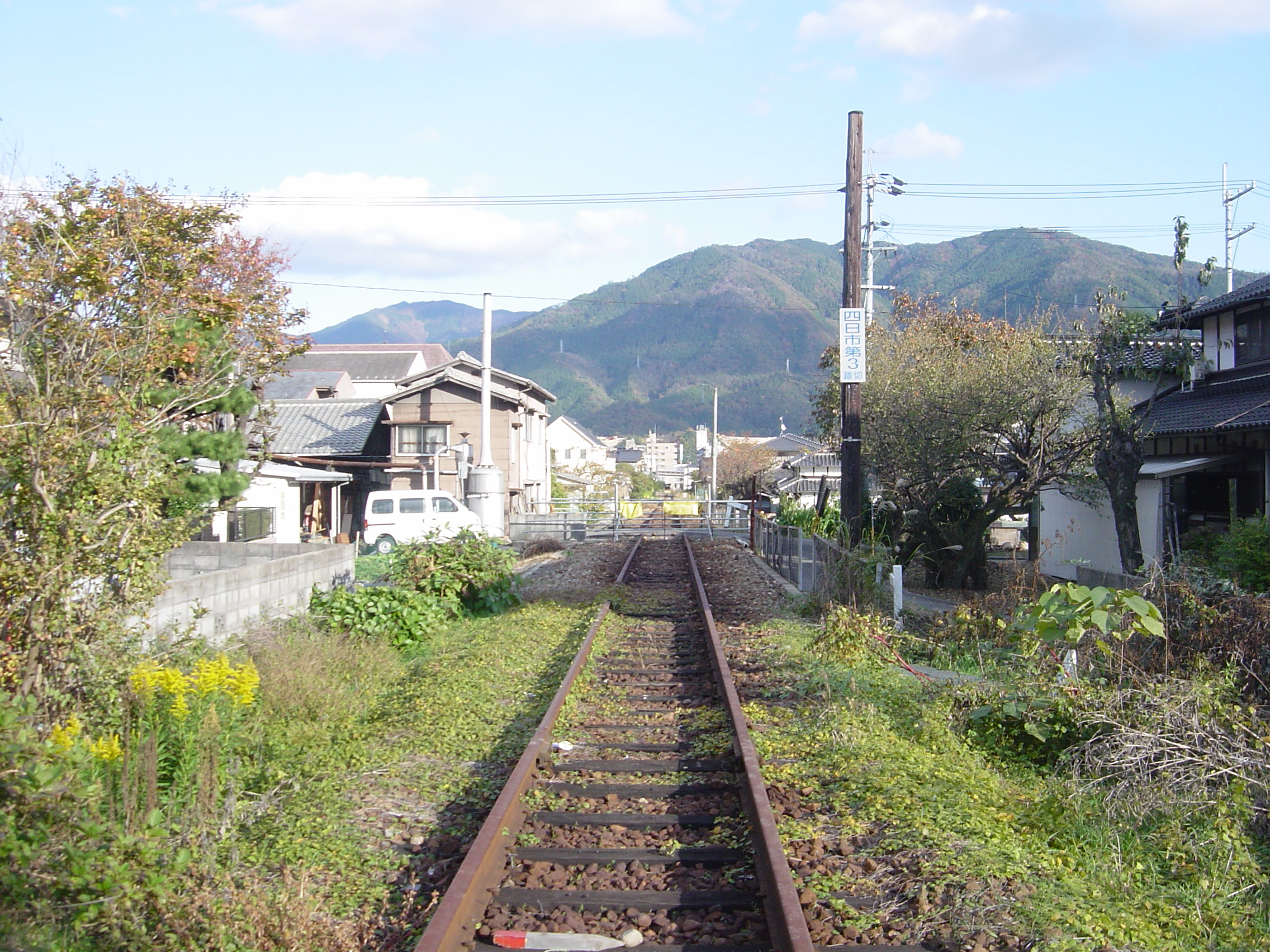
河戸駅から可部駅側を撮影（2005年11月）

## 利用状況
以下の情報は、広島市統計書および広島市勢要覧に基づいたデータである。
| 年度               | 1日平均 乗車人員 | 年度毎 総数 | 定期券 総数 | 普通券 総数 |
| ------------------ | ---------------- | ----------- | ----------- | ----------- |
| 1968年（昭和43年） | 344.8            | 251,671     | 216,568     | 35,103      |
| 1969年（昭和44年） | 300.4            | 219,312     | 184,860     | 34,452      |
| 1970年（昭和45年） | 252.0            | 183,936     | 155,040     | 28,896      |
| 1971年（昭和46年） | 254.0            | 185,918     | 138,516     | 47,402      |
| 1972年（昭和47年） | 209.4            | 152,892     | 113,140     | 39,752      |
| 1973年（昭和48年） | 234.9            | 171,502     | 118,086     | 53,416      |
| 1974年（昭和49年） | 265.3            | 193,650     | 133,932     | 59,718      |
| 1975年（昭和50年） | 275.3            | 201,494     | 139,906     | 61,588      |
| 1976年（昭和51年） | 269.9            | 197,061     | 133,902     | 63,159      |
| 1977年（昭和52年） | 259.8            | 189,676     | 130,402     | 59,274      |
| 1978年（昭和53年） | 227.9            | 166,387     | 120,852     | 45,535      |

以上の1日平均乗車人員は、乗車数と降車数が同じであると仮定し、年度毎総数を365（閏年が関係する1971・1975年は366）で割った後で、さらに2で割った値を、小数点第二位で四捨五入。小数点一位の値にしたものである。
| 年度                | 1日平均 乗車人員 |
| ------------------- | ---------------- |
| 1979年（昭和54年）  | 213              |
| 1980年（昭和55年）  | 186              |
| 1981年（昭和56年）  | 184              |
| 1982年（昭和57年）  | 187              |
| 1983年（昭和58年）  | 203              |
| 1984年（昭和59年）  | 215              |
| 1985年（昭和60年）  | 176              |
| 1986年（昭和61年）  | 163              |
| 1987年（昭和62年）  | 166              |
| 1988年（昭和63年）  | 197              |
| 1989年（平成 元年） | 208              |
| 1990年（平成02年）  | 218              |
| 1991年（平成03年）  | 230              |
| 1992年（平成04年）  | 221              |
| 1993年（平成05年）  | 204              |
| 1994年（平成06年）  | 180              |
| 1995年（平成07年）  | 180              |
| 1996年（平成08年）  | 174              |
| 1997年（平成09年）  | 163              |
| 1998年（平成10年）  | 145              |
| 1999年（平成11年）  | 136              |
| 2000年（平成12年）  | 117              |
| 2001年（平成13年）  | 115              |
| 2002年（平成14年）  | 112              |
| 2003年（平成15年）  | 119              |

乗車数グラフ

## 駅の立地

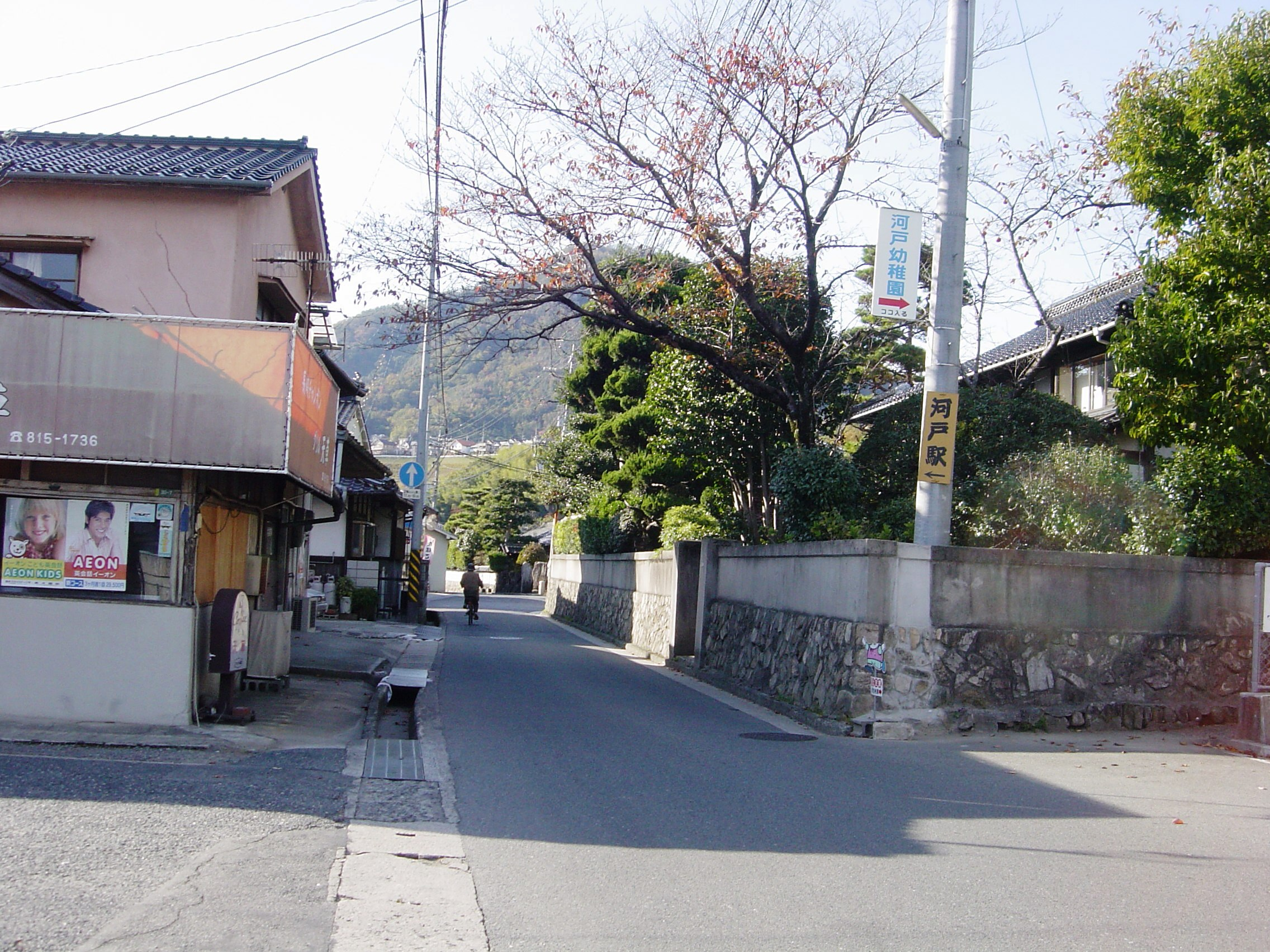
河戸駅への案内の看板

可部中心部の「可部地区」からみて、西に隣接した「亀山地区」内に駅があった。周辺は民家が密集しており、当駅は路地裏のような場所にあった。
旧可部町一帯は、広島市内から約20 km程度で、自動車で30分以内に移動できる立地から、1955年（昭和30年）に亀山地区にも270戸の県営住宅が建設された。その翌年の1956年（昭和31年）11月に、1936年（昭和11年）に既に開通していた可部線の仮乗降場として開駅、翌月に正式な駅に格上げされた。昭和40年代（1965年 - 1975年）には、住宅団地が多く建てられた。1969年（昭和44年）10月1日時点の亀山地区は、可部町の総人口24,840人のうち、可部地区の12,750人（51.3 %）に次ぐ6,898人（27.8 %）、総世帯数7,399世帯のうち、可部地区の4,077世帯（55.1 %）に次ぐ1,885世帯（25.5 %）が暮らしていた。
当駅跡地付近には、寺院、幼稚園、スーパーマーケット、簡易郵便局などがある。また、入口には中華料理店があったが、部分廃線後に閉店している。
当駅付近から三段峡方の線路は、南側を東西に流れる太田川と広島県道267号宇津可部線に並行していた。同県道は、可部駅方面から当駅前までは片側一車線で、そこから三段峡方面は幅員が狭くなるとともに、蛇行する太田川に寄り沿う形となって線形が悪化するため、現在でも悪天候時には通行止めになることがある。線路と県道のさらに北側には国道191号が並行しており、そちらの方が交通量および商店なども多い。
三段峡方の線路は当駅を出ると可部の市街地を抜け、以後は太田川に沿って、山中に分け入っていた。
当駅と可部駅の間には、可部方に国道54号、中間地点には可部バイパスのオーバーパスがあり、可部線を跨ぐ部分に関しては2003年（平成15年）に完成している。同バイパス沿いを中心に、安佐北区役所、可部区検察庁、可部簡易裁判所、安佐北警察署、広島北税務署、広島市立亀山南小学校、広島市立亀山中学校などの公共機関や、スーパーマーケット、ドラッグストア、ホームセンターなどの商業施設がある。
三段峡方には住宅団地が多くあり、友鉄工業と関連会社の友鉄ランドもある。
廃駅後は、広島交通の「河戸バス停」に可部駅 - 宇津（安芸飯室駅付近）- 広島電鉄安佐営業所（旧安芸飯室駅北側）を結ぶ可部線代替バスが発着し、一部区間復活後も変わらずに運行されている。

## 可部駅 - 河戸駅相当区間電化復活と住民活動
可部駅 - 河戸駅相当区間電化復活について後述する通り、熱心な住民活動が存在した。

### 二度の廃線問題と可部駅 - 河戸駅間電化計画
1984年（昭和59年）に当時の日本国有鉄道が、可部線の非電化区間の部分廃止の方針を示した時に、廃線の代償案として同時に可部駅 - 河戸駅間、1.3 kmの電化計画を示した。しかし、河戸以遠の可部線切り捨てを問題視する意見が多く、地元の猛反発にあい、またその当時は可部以北の並行道路の状態が悪く、部分廃止は棚上げになったため電化も行われなかった。
しかし、電化区間と非電化区間の境界点となる可部駅で、ほとんどの列車が系統分離されていく中で、1994年（平成6年）夏に、亀山地区（河戸駅周辺も亀山地区になる）の住民約6,000世帯により、『可部駅・河戸駅間電化促進期成同盟会』（以下「同盟会」と略）が結成された。1996年（平成8年）9月には「河戸地区まちづくり協議会」が旗揚げした。運動の看板は、造成された団地のデベロッパーが費用負担した。
その後、可部線を国鉄から引き継いだJR西日本が1998年（平成10年）9月に、可部駅 - 三段峡駅間の鉄道路線廃止・バス転換計画を発表した。
2000年（平成12年）10月にJR西日本が、2000年（平成12年）11月1日から2001年（平成13年）2月12日まで104日間の試験増便計画を発表した時は、同年末に、利用促進のために、同盟会が河戸駅周辺に40台収容の駐輪場を整備。整備前までは駐輪場のある可部駅を利用する住民も多かった。試験増便は、その後2001年（平成13年）4月1日から2002年（平成14年）3月31日までの1年間にも行われ、さまざな住民活動が行われたが、試験増便の結果は思わしくなく、利用実績はJR西日本の示すラインには及ばず2003年（平成15年）11月30日に営業終了となった。

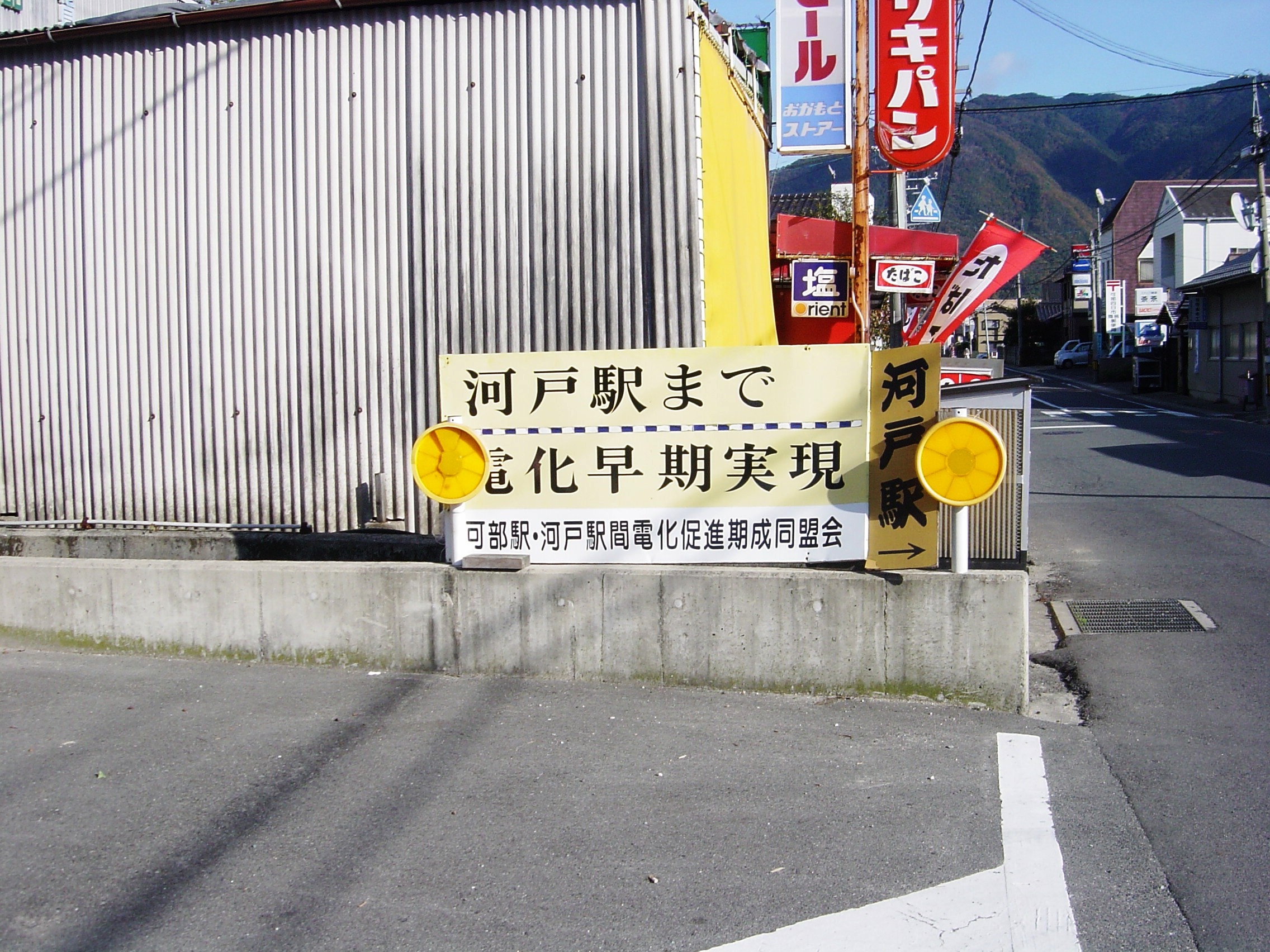
河戸駅までの電化運動の看板

一方で同じころ、可部駅 - 河戸駅間の電化運動も活発化した。可部線対策協議会は電化した場合、当時500人前後の輸送密度の可部線が100人以上の底上げが期待できるとされた。しかし、緑井駅 - 可部駅間の行き違い設備を含めて30億円から40億円かかること、JR西日本が「自治体が費用を全額負担するのであれば存続させる」との方針を示していたこと、電化論は河戸駅 - 三段峡駅間の切り捨てになるとの意見に押され全線存続論が主流となっていたことから、2003年（平成15年）の可部線の部分廃線までには実現しなかった。
なお、在来線の改良工事は、既に実施された山陰本線・津山線・因美線などの場合でも地元負担が発生している。

### 廃止から復活開業の方針が決まるまで
廃止後に広島市はJR西日本との線路敷地無償譲渡協定において「市から電化延伸の協議要請があれば応じる」との約束を取り付け、地元による工事費全額負担の条件付きで可部駅 - 河戸駅間の電化延伸による復活開業の可能性を残した。旧河戸駅周辺住民と広島市は、廃線後も月に1回JR可部線電化延伸等連絡会を開催。2005年（平成17年）以降も住民による電化延伸の要望は行われたり2006年（平成18年）11月26日には、地元住民による可部駅 - 河戸駅間の電化延伸を訴える住民パレードが開催。2007年（平成19年）にも同様のパレードが開催されたこのほか、廃線区間の線路の草刈り・沿線へのひまわり植樹・観光案内看板設置など、地道な運動を継続していたが、恩恵を受ける沿線住民にも資金集め等の具体的な動きはなく、また広島市は財政難を理由に消極的で、電化延伸は具体化しなかった。
しかし、2003年（平成15年）廃線時から5年間で住民は約150人増加したこと、さらに、2008年（平成20年）9月末に国の補助対象（幹線鉄道等活性化事業費補助）に選ばれ、同区間の電化復活についての議論が本格的になされることとなった。
沿線住民は引き続き、2008年11月29日には「まちづくりフェスタ」を開催した。同年6月から復活運動を盛り上げるために、オープンカフェを運営開始。同年12月には、2009年（平成21年）の商品化を目指して、可部線復活を願うクッキーの試作を行った。2009年（平成21年）3月には同盟会主体で、循環バスの運行・親水公園建設・特産品・イベント。さらには活動資金の確保のため、これまで見学した鉄道会社を参考として、枕木オーナー・駅命名権の発売の住民プランを広島市およびJR西日本に提出した。
2009年（平成21年）12月に、広島市とJR可部線活性化協議会により、可部線の電化延伸による一部復活案を活性化計画素案に盛り込むことが明らかになった。これに呼応して、2010年（平成22年）3月に、協議会が駅周辺の宅地開発の構想・取り組みを強化。さらなる住民増加による需要増を目指した。その後、市との協議で、同年9月21日に広島市は翌2011年度の着工を目指すと発表。JR西日本は2010年度中に事業化の可否について判断するとした。同年12月には、利用促進のための協議会および、宅地開発を目的とした区画整理事業組合設立準備を進めると報じられた。

### 二度の延期を越えた復活開業

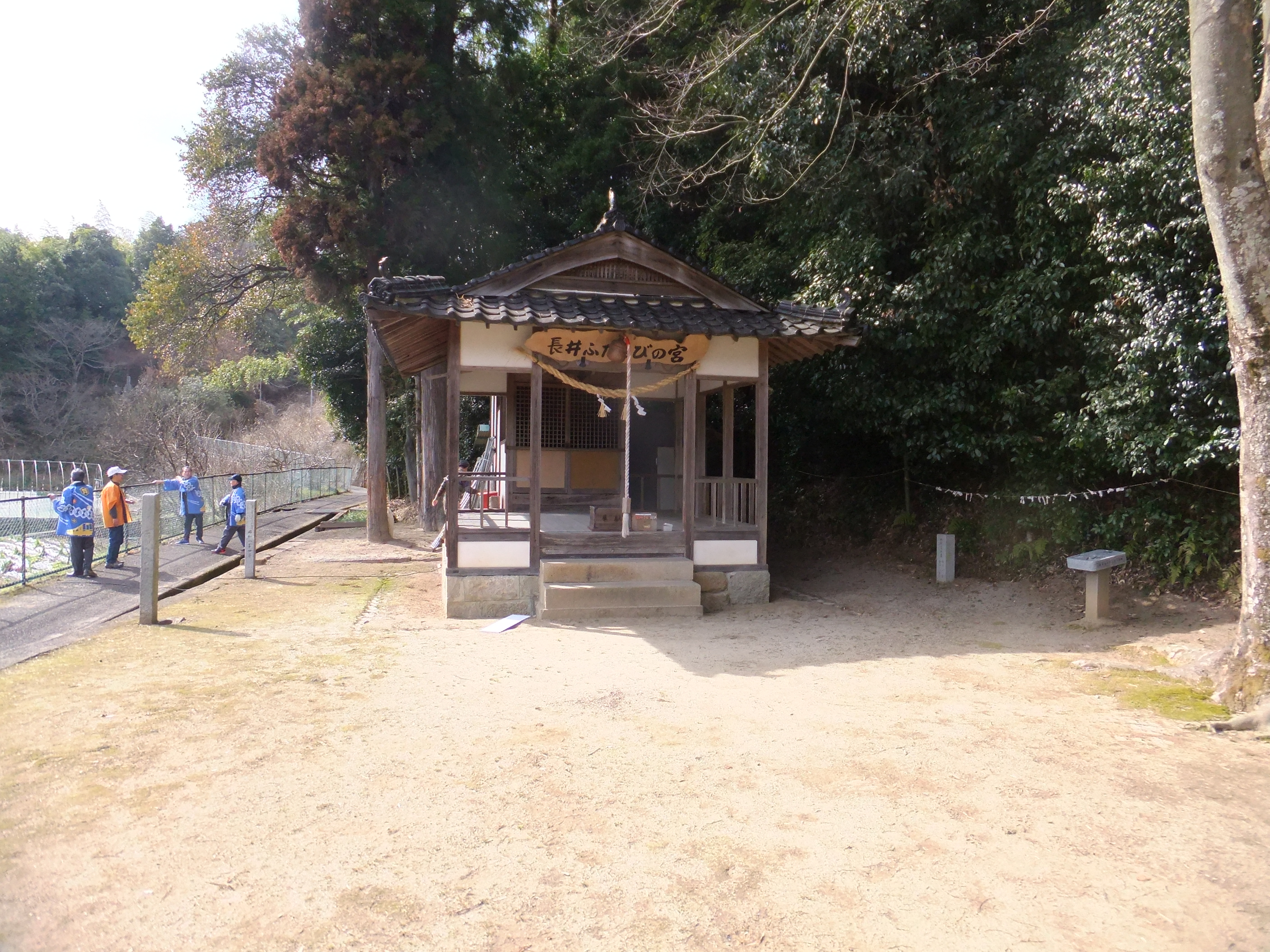
長井ふたたびの宮

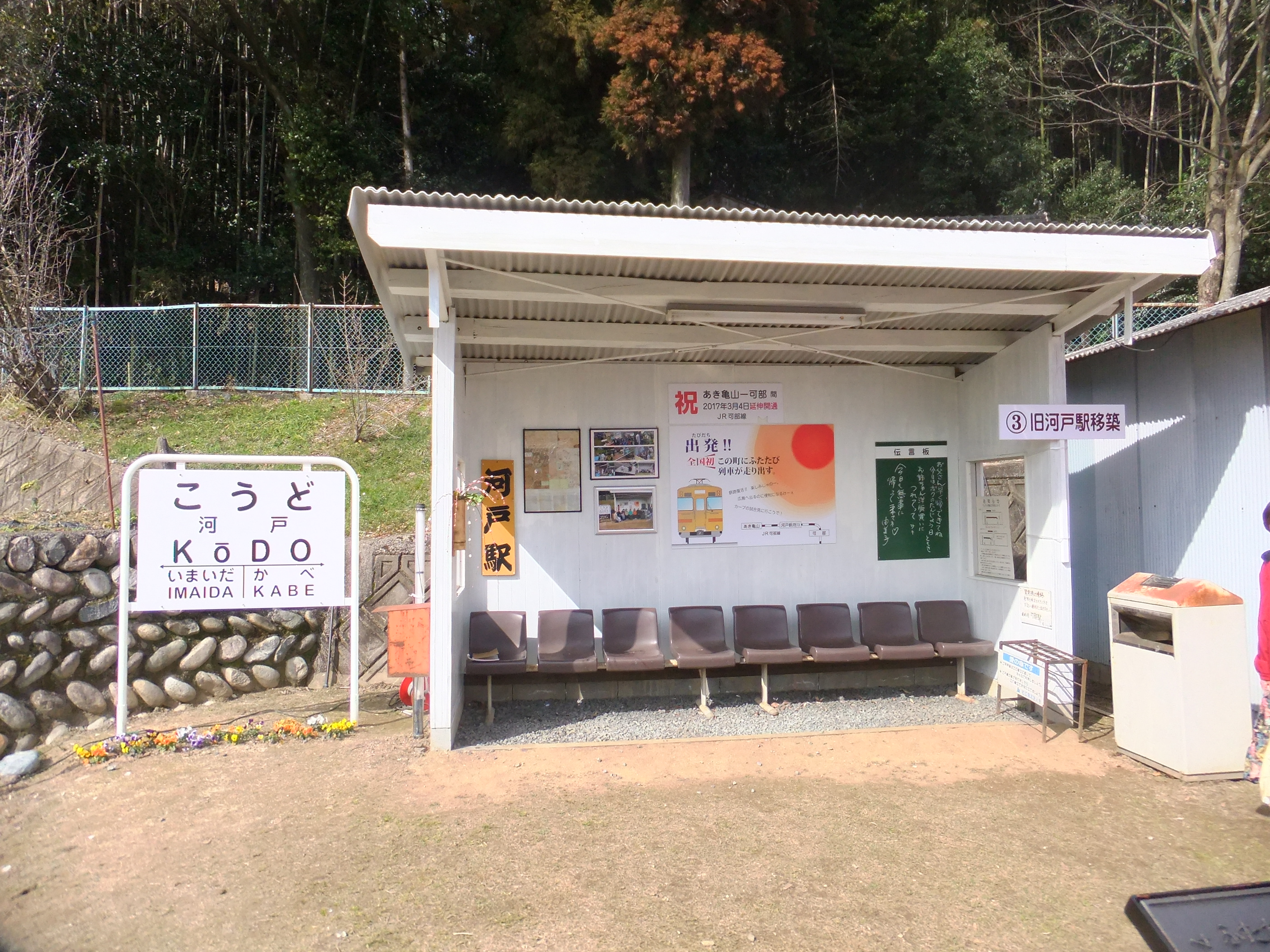
移設された旧河戸駅の待合所

広島市は2011年（平成23年）2月3日、可部線で2003年に廃止された区間のうち可部駅から廃止区間にある河戸駅西側に設置される予定の新駅までの約2kmを電化して復活させる方針を固めたことを明らかにし、JR西日本と合意した場合は、路線復活となることになった（厳密にいえば、廃線跡を活用した路線新設）。廃止されたJR路線が復活するのは全国でも初めてのケースになる。計画では広島市と国が建設費の大半を負担して、2013年度（平成25年）中の完成を目指して2011年度（平成23年）中に着工。また可部駅と新駅の中間にも別の新駅を設置する。路線復活時に不要な通信ケーブルに関しては除去する予定にしている。
同年2月16日のJR西日本広島支社長による記者会見で、電化復活に関して広島市と11年度の早い段階で合意するのが望ましいとする考えを強調した。事業費に関して、以前の報道で既に出ている広島市と国が事業費の大半を負担。JR西日本が維持管理費を負担する方向で話を進めていることを明らかにした。その時の会見で出てきた課題として、1度廃線していることで、復活は路線の新設扱いになり、路線新設の場合、原則として新たな踏切設置が出来ないとして、どう処理していくか広島市や国土交通省と協議していかないといけないことを明らかにした。
同年2月26日には、広島市による終着駅の整備の概要が明らかになり、荒下県営住宅跡地に建設する意向で調整している。跡地の整備計画は、前年12月に住民グループが出した意見に基づいたものになっている。なお、荒下県営住宅跡地は、老朽化が進行する広島市立安佐市民病院の移転先として、検討されていることが2012年3月に判明。2013年1月に、『移転案』『現敷地建て替え案』が発表された。紆余曲折を経て、現在は2022年度にほとんどの設備を移転して開院予定となっている。
『可部駅・河戸駅間電化促進期成同盟会』は、2011年（平成23年）3月31日に当初の目的を果たしたことで解散。元メンバーは同年4月末に、可部地区の自治会や住民などで構成・結成される『JR可部線利用促進同盟会（仮称）』に参加すると報じている。同盟会は、長井地区の自治会が昔からあった神社『伊勢社』を、可部線の電化延伸の方針を受けて『長井ふたたびの宮』と改称し、宣伝していくと報じられた。
2013年2月1日に、JR西日本と広島市は、2015年春頃に県営荒下住宅跡地まで、廃線跡を活用して電化延伸（電化復活）させることに合意。同月4日に正式発表された。その後、踏切の設置箇所調整に手間取ったことで開業時期が1年延期されることとなり、2016年春開業目標に同年11月28日にJR西日本が許可申請を行い、2014年2月25日に事業許可が出された。最終的に、対象区間にあった6箇所の踏切のうち、2箇所を廃止（1箇所は替わりの地下道を設置することとされていたが、結果的には跨道橋となった）。1箇所を移設。残り3箇所をそのまま使う（うち1箇所は立体交差化工事が終わるまでの暫定設置）形となった。しかし、今度は広島市が駅建設用地の取得に当たり、地権者毎に土地の境界を確定する作業に予定より時間がかかり、予定していた2014年内の用地取得が半年ずれる見込みで2016年のダイヤ改正に間に合わず、2017年春まで再度の延期となった。
2016年12月、『長井ふたたびの宮』の近くに、旧河戸駅の待合所が移設・復元されて保存された。
2016年7月8日、JR西日本は営業再開に際して設置する駅の名称を、中間駅を河戸帆待川駅、終着駅をあき亀山駅とすると発表し、2017年（平成29年）3月4日のダイヤ改正により、廃止から13年3か月、市の復活方針決定から6年1か月を経て、可部 - あき亀山間が復活した。
なお河戸以北の観光鉄道としての復活開業計画は、可部線#可部駅 - 三段峡駅間の廃止にもあるように中断。一部区間では線路および駅舎などの撤去が行われている。

## 隣の駅
西日本旅客鉄道（JR西日本）
可部線
可部駅 - 河戸駅 - 今井田駅